# 周太炎
周太炎（1912年—2003年），曾用名大贤，字慕莲，男，江苏常熟人，中国植物学家、植物药学家。